# 未来世紀ブラジル
『未来世紀ブラジル』（みらいせいきブラジル、原題: Brazil）は、1985年公開のSF映画。監督はモンティ・パイソンメンバーのテリー・ギリアムで、情報統制がなされた「20世紀のどこかの国」の暗黒社会を舞台としている。ジョージ・オーウェルのディストピア小説が、映画の一つの題材になっている。

## あらすじ
20世紀のどこかの国。国を統括する巨大組織・情報省により、国民は厳しく統制され、町では爆弾テロが頻発していた。
ある時、情報省はテロの容疑者「タトル」を「バトル」と打ち間違え、無関係なバトル氏を無理やり連行していく。それを一部始終見ていたトラック運転手の女性・ジルが役所に抗議するも、全く相手にされない。一方、情報省に勤める主人公・サムは、上司の頼みでこの誤認逮捕をなんとか責任回避するために、試行錯誤していた。
亡き父の残した遺産と社会的地位でもって贅沢な暮らしをし、若返り手術に明け暮れる母や、その母の友人である老婦人の”イカレた”娘に辟易としているサム。近頃彼は、翼の生えたナイトの格好で囚われの美女を助け出すという、おかしな夢を見ていたが、情報省に抗議に来ていたジルがその美女にそっくりだということに気づく。
ある日、サムが家に帰ると暖房ダクトが故障しており、非合法のダクト修理屋と名乗るタトルが勝手に直してしまう。後からやってきた正規の修理人は、非合法の修理は法律違反であり、タトルはテロリストだと憤慨する。
サムはまた夢の中でサムライの怪物と戦い、美女を救う夢を見る。バトル夫人に小切手を渡しに行ったサムは、そこで上階の住人であるジルを発見、名前を突き止め、ジルの正体を知ろうと職場の端末で調べるが、先の抗議のため「第3級犯罪者」と分類されているジルの情報は機密であり、今の役職では調べることができなかった。そこで、親のコネを嫌って一度は断っていた昇進を受理し、同じく情報省に務める友人・ジャックの元を訪ねる。
混乱と苦心の末、ジルと行動をともにすることができたサムだが、ここまでの機密情報持ち出し、サボタージュ、省用車の無断使用などにより、テロリストとして追われる身になってしまう。そして、事態は加速度的に悪化していく。

## キャスト
| 役名                           | 俳優                         | 日本語吹替                               |
| 役名                           | 俳優                         | テレビ朝日版                             |
| ------------------------------ | ---------------------------- | ---------------------------------------- |
| サム・ラウリー                 | ジョナサン・プライス         | 島田敏                                   |
| アーチボルド・"ハリー"・タトル | ロバート・デ・ニーロ         | 池田勝                                   |
| ジル・レイトン                 | キム・グライスト             | 戸田恵子                                 |
| ジャック・リント               | マイケル・ペイリン           | 江原正士                                 |
| アイダ・ラウリー夫人           | キャサリン・ヘルモンド       | 沢田敏子                                 |
| スプーア                       | ボブ・ホスキンス             | 屋良有作                                 |
| ダウザー                       | デリック・オコナー           | 江原正士                                 |
| カーツマン氏                   | イアン・ホルム               | 千葉耕市                                 |
| ウォーレン氏                   | イアン・リチャードソン       | 村松康雄                                 |
| ヘルプマン氏                   | ピーター・ヴォーン           | 宮内幸平                                 |
| ジャフィ医師                   | ジム・ブロードベント         | 広瀬正志                                 |
| アーチボルド・バトル氏         | ブライアン・ミラー           | 長島雄一                                 |
| シャーリー                     | キャスリン・ポグソン         | 安達忍                                   |
| アルマ・テレン夫人             | バーバラ・ヒックス           | 京田尚子                                 |
| ハーヴェイ・ライム             | チャールズ・マッケオン       | 朝戸鉄也                                 |
| スパイロ                       | ブライアン・プリングル       | 上田敏也                                 |
| ヴェロニカ・バトル             | シーラ・リード               | 竹口安芸子                               |
| バトルの娘                     | プルーデンス・オリバー       | 吉田美保                                 |
| バトルの息子                   | サイモン・ナッシュ           | 伊倉一恵                                 |
| アナウンサー                   | ジョン・フラナガン           | 小野健一                                 |
| タイピスト                     | マートル・デヴェニッシュ     | 浅井淑子                                 |
| ホリー                         | ホリー・ギリアム             | 吉田美保                                 |
| 守衛                           | ゴーデン・ケイ               | 大滝進矢                                 |
| 警備員                         | ジョン・ピアース・ジョーンズ | 安西正弘                                 |
| テレビのコメディアン           | 不明                         | 辻親八                                   |
|                                |                              |                                          |
| 翻訳                           | N/A                          | 宇津木道子                               |
| 演出                           | N/A                          | 田島荘三                                 |
| 調整                           | N/A                          | 近藤勝之                                 |
| 制作                           | N/A                          | コスモプロモーション                     |
| 初回放送                       | N/A                          | 1992年2月22日 『ウィークエンドシアター』 |

※テレビ朝日版日本語吹替は20世紀フォックス ホーム エンターテイメント ジャパン発売のBDに収録（正味約121分）。

## スタッフ
- 監督：テリー・ギリアム
- 製作：アーノン・ミルチャン
- 脚本：テリー・ギリアム、トム・ストッパード、チャールズ・マッケオン
- 撮影：ロジャー・プラット
- 編集：ジュリアン・ドイル
- 音楽：マイケル・ケイメン
- プロダクションデザイン：ノーマン・ガーウッド
- 特殊効果スーパーバイザー：ジョージ・ギブス
- ミニチュアエフェクトスーパーバイザー：リチャード・コンウェイ
- 衣裳デザイン：ジェームズ・アシュソン
- 美術：ジョン・ベアード、キース・ペイン
- 日本語版スタッフ
  - 字幕：戸田奈津子

## 作品解説
『マキシム』誌によると、ギリアムはこの映画の撮影中あまりにストレスを感じたため、両脚の感覚が1週間、完全に麻痺したという。

### テーマ
ギリアムはこの映画を、『バンデットQ』（1981年）に始まり『バロン』（1989年）で終わる「3部作」の2作目と称している。これらの映画の共通テーマは、「ぶざまなほど統制された（awkwardly ordered）人間社会の狂気と、手段を選ばずそこから逃げ出したいという欲求」である。
映画に描かれた政府の全体主義的な官僚政治は、ジョージ・オーウェルの小説『1984年』に似ている。ギリアムはこの映画について「『1984年』にインスパイアされているが、オーウェルの小説を再現するのではなく今日的な視点から未来を描いたものである」と語っており、また「ウォルター・ミティ（ジェームズ・サーバー著の短篇小説の登場人物）とフランツ・カフカの出会い」とも述べている。ギリアムの言葉によれば、『未来世紀ブラジル』は「1984年版『1984年』」である。実際に、この映画の制作中のタイトルは『1984 1/2』だった。またギリアムは1984だけでなく、ヴィジュアル・スタイルに関しては、フェデリコ・フェリーニの『8 1/2』にも影響を受けていると語っている。『ブラザーズ・グリム』プロモーションで来日した際、ギリアムは「企業と政府の体制を維持するため如何にテロリストが必要とされるか、という『ブラジル』のテーマが現代アメリカの問題に重なる。戦争を正当化するためテロが用いられているところなどそっくりだ」と発言している。

### キャスト
ロバート・デニーロは当初ジャック役を希望していたが、ギリアムはすでにその役をマイケル・ペイリンに約束していた。デニーロがそれでも出演を希望したため、タトル役に決まった。
ギリアム監督の次女が、マイケル・ペイリン演じるジャックの娘役でワンシーンに登場している。

### 音楽
この映画では全編に渡ってブラジルの作曲家・アリ・バホーゾが1939年に作詩・作曲したサンバ「ブラジルの水彩画」（"Aquarela do Brasil"、英語圏では"Brazil"の名で知られる）が使われている。それ以外のBGMは、『バロン』でも音楽を担当したマイケル・ケイメンが作曲した。この映画の「ブラジル」のベースラインが「ジェームズ・ボンドのテーマ」とよく似ていることを発見し、家路につくサムの場面に『007』調の音楽を付けた。4年後には『007 消されたライセンス』で本当に同作の音楽を担当することになる。
サムの職場の従業員が見る映画には、『モンティ・パイソン・アンド・ホーリー・グレイル』の、王子救出のためにランスロットが城を襲撃するシーンの音楽が使われている。この音楽は、ユニバーサル社シドニー・シャインバーグ編集の版では削除されている。

### オマージュ
階段を床磨きマシンが落ちていくシーンは映画『戦艦ポチョムキン』の、「オデッサの階段」の乳母車が階段を落ちていくシーンのオマージュである。
ストーリー中盤、主人公サムの前に、甲冑を着けた巨大な「サムライ」が立ちはだかる。サムがサムライを倒して、甲冑を外すとその顔はサム自身の顔だった。これは、「Sam, You Are I（サム、お前は俺だ）」を短く発音すると「サムライ」になることからきているジョークである。
サムが劇中移動手段として使うひとり乗りの小型公用車はメッサーシュミットKR175をベースにしている。

### その他
『未来世紀ブラジル』で特徴的なことは、その視覚イメージである。重要な役割を占める視覚的要素のひとつとしてダクトがある。サムのアパートには修理不能な空調設備を隠す金属パネルの壁がそびえ立っており、彼のヒーローは、この怪物のごとき空調を手なずけることのできる唯一の人物・修理工タトルである。ラウリーが母親、母親の友人、その友人の社交下手な娘とランチを食べるシーンでは、レストランの中央にフレックス・ダクト製の巨大なオブジェが飾られている。サムが珍しく（治安妨害のおそれもありながら）夜間にオフィスを訪れたときには、床磨きマシンがだだっ広い無人のロビーで爆発し、フレックス・ダクトをずるずると引きずることになる。
さらに、ダクトは社会階級の構造のモチーフにもなっている。労働者階級のバトルの家庭では、家族は日々の活動を邪魔するダクトをよけながら暮らさなければならない。サムの家ではダクトは見えないが、その存在は常に（故障時などは特に）意識せざるを得ない。記録省ではダクトは環境の一部として目に見えるが、従業員の頭上にある。情報省ではダクトはまったく存在しない（このことが最も顕著な特徴である。貧困と無力さはダクトの侵襲性と反比例する）。そして、すべてのダクトの末端は、独裁的な情報省に繋がっている。

## エンディング
主人公は情報省に対し奇跡的な勝利を収め、恋人と田舎へ逃亡する。しかし現実は、主人公サム・ラウリーは大臣の拷問により発狂しており、彼の逃亡の夢は、傷つけられた心が見た幻想でしかなかったことが突如明らかにされる。テリー・ギリアム監督のオリジナル版は、絶望的な最期を迎える。
ユニバーサル・ピクチャーズの上層部はエンディングが不適切だと考え、ギリアムに最後の部分をカットするよう要求した。映画スタジオにより作成されたバージョンはこの映画の3年前に公開された『ブレードランナー』と同様に、消費者ウケのするハッピーエンドバージョンで、サムとジルが逃亡先で田園生活をはじめるという、いわば愛は全てに打ち勝つといったものだった。
このバージョンは、アメリカでテレビ放送され、ギリアム監督を悩ませることになる。一時94分まで短縮された「ハッピーエンド版」に対し監督自身が再編集を施し、131分の版がアメリカ国内で公開された。これは、宣伝や公開の方法に問題がなかったわけではないものの、「興業的には惨敗」とみなす意見が多い。
今日DVD等で観られるヴァージョンは、ヨーロッパで20世紀フォックスの配給で公開された143分のオリジナル版で、ギリアム監督自身「ハッピーエンド版」の雲の上を飛行するオープニングは改善されたと認めている。NHK-BS2の『衛星映画劇場』では、基本的にオリジナル版だが雲の映像など「ハッピーエンド版」を一部取り入れた折衷版が放映され、現在発売されているブルーレイにも「スペシャル・カット版」と題してこのバージョンが収録されている。